# Яцкевич, Владислав Владимирович
Владислав Владимирович Яцкевич (бел. Футболист; Пустой шаблон {{ВД-Преамбула}} ) — белорусский футболист, нападающий клуба «Островец». Выступает на правах аренды в клубе БАТЭ. 

## Карьера

### «Островец»
Начинал заниматься в белоозёрской СДЮШОР. Первым тренером был Владимир Владимирович Бойко. Позже перебрался в структуру борисовского БАТЭ, где до 2021 года выступал на юношеском уровне старшего лицензионного возраста. В начале 2022 года присоединился к «Островцу», который выплатил компенсацию за подготовку. Дебютировал за клуб 9 апреля 2022 года в матче против «Молодечно-2018», выйдя на поле в стартовом составе, также отличившись своим дебютным забитым голом и голевой передачей. Футболист сразу же смог закрепиться в основной команде островецкого клуба. По итогу дебютного сезона вместе с клубом завершил чемпионат на итоговом пятом месте в турнирной таблице. Своим первым в карьере забитым хет-триком отличился 30 сентября 2023 года в матче против гомельского «Бумпрома», также отдав голевую передачу. В период с середины августа 2023 года и до начала октября того же года в каждом матче отличался результативным действием. По итогу сезона вместе с клубом завершил чемпионат на итоговом двенадцатом месте. Всего за сезон отличился 10 забитыми голами и 5 голевыми передачами в рамках чемпионата, став лучшим бомбардиром клуба.
Первый матч в новом сезоне сыграл 5 апреля 2024 года против минского «Энергетика-БГУ», выйдя на поле в стартовом составе. Первым в сезоне забитым голом отличился 20 апреля 2024 года в матче против борисовского БАТЭ-2. Своим первым в сезоне забитым дублем за клуб отличился 7 июля 2024 года в матче против долбизновской «Нивы». Своим очередным забитым дублем за клуб отличился 11 августа 2024 года в матче против солигорского «Шахтёра-2». Также за сезон ещё дважды оформлял по дублю в ворота бобруйской «Белшины» и жодинского «Торпедо-БелАЗ-2». По итогу сезона с 12 забитыми голами вновь стал лучшим бомбардиром островецкого клуба. Новый сезон начал 30 марта 2025 года с матча против столичного «Минска-2», отличившись забитым дублем. В матче 26 июля 2025 года против «Орши» отличился забитым дублем и 2 голевыми передачами. Также данный матч стал 100 в карьере футболиста за «Островец». В начале августа 2025 года находился в распоряжении борисовского БАТЭ. В скором времени в пресс-службе островецкого клуба сообщили, что футболист покинул клуб. За первую половину сезона отличился 12 забитыми голами и голевой передачей во всех турнирах.

### БАТЭ
В августе 2025 года на правах арендного соглашения присоединился к борисовскому БАТЭ, соглашение с которым было заключено до конца сезона с опцией возможного выкупа. Дебютировал за клуб 9 августа 2025 года в матче против «Ислочи», выйдя на поле в стартовом составе.